# Wendy Rogers
 (janvier 2024).
La mise en forme du texte ne suit pas les recommandations de Wikipédia : il faut le « wikifier ».
Les points d'amélioration suivants sont les cas les plus fréquents. Le détail des points à revoir est peut-être précisé sur la page de discussion.
- Les titres sont pré-formatés par le logiciel. Ils ne sont ni en capitales, ni en gras.
- Le texte ne doit pas être écrit en capitales (les noms de famille non plus), ni en gras, ni en italique, ni en « petit »…
- Le gras n'est utilisé que pour surligner le titre de l'article dans l'introduction, une seule fois.
- L'italique est rarement utilisé : mots en langue étrangère, titres d'œuvres, noms de bateaux, etc.
- Les citations ne sont pas en italique mais en corps de texte normal. Elles sont entourées par des guillemets français : « et ».
- Les listes à puces sont à éviter, des paragraphes rédigés étant largement préférés. Les tableaux sont à réserver à la présentation de données structurées (résultats, etc.).
- Les appels de note de bas de page (petits chiffres en exposant, introduits par l'outil «  Source ») sont à placer entre la fin de phrase et le point final[comme ça].
- Les liens internes (vers d'autres articles de Wikipédia) sont à choisir avec parcimonie. Créez des liens vers des articles approfondissant le sujet. Les termes génériques sans rapport avec le sujet sont à éviter, ainsi que les répétitions de liens vers un même terme.
- Les liens externes sont à placer uniquement dans une section « Liens externes », à la fin de l'article. Ces liens sont à choisir avec parcimonie suivant les règles définies. Si un lien sert de source à l'article, son insertion dans le texte est à faire par les notes de bas de page.
- La présentation des références doit suivre les conventions bibliographiques. Il est recommandé d'utiliser les modèles {{Ouvrage}}, {{Chapitre}}, {{Article}}, {{Lien web}} et/ou {{Bibliographie}}. Le mode d'édition visuel peut mettre en forme automatiquement les références.
- Insérer une infobox (cadre d'informations à droite) n'est pas obligatoire pour parachever la mise en page.

Pour une aide détaillée, merci de consulter Aide:Wikification.
Si vous pensez que ces points ont été résolus, vous pouvez retirer ce bandeau et améliorer la mise en forme d'un autre article.
Pour les articles homonymes, voir Rogers.
Wendy Anne Rogers (née en 1957) est professeure australienne d'éthique clinique à l'Université Macquarie de Sydney, en Australie,. Elle est nommée parmi les 10 personnes importantes de Nature en 2019 pour avoir révélé les problèmes éthiques des études chinoises sur la transplantation d'organes,,.

## Éducation
Rogers commence ses études supérieures à l'Université Flinders où elle obtient une licence de Médecine et de Chirurgie [BMBS Bachelors of Medicine and Surgery] en 1983. Elle s'intéresse après sa licence à l'éthique et à la réévaluation des normes en matière d'obstétrique, de gynécologie et de santé des femmes. Elle entre notamment en 1985 dans l'Association Royale Australienne et Néo-Zélandaise des Obstétriciens et Gynécologues (en) et en 1987 l'organisation : Royal College of General Practitioners (RCGP) (en), Royal Australian and New Zealand College of Obstetricians and Gynaecologists. Tout en travaillant à temps partiel comme médecin généraliste, elle obtient une licence de philosophie et de littérature anglaise en 1994, toujours dans l'université de Flinders. Elle z pour volonté de réunir la médecine et la philosophie dans le domaine de l'éthique médicale. Elle a son doctorat en 1998 sur la moralité en médecine générale à l'université Flinders.

## Carrière et recherche
Après son doctorat, elle travaille à plein temps dans le milieu universitaire. En 2009, elle arrive l'Université Macquarie, pour occuper un poste conjoint à la faculté de médecine et au département de philosophie. Rogers travaille sur la Bioéthique pratique et la Surdiagnostic. Elle s'intéresse à l'Intelligence artificielle (IA), à l'éthique médicale, à l'Intelligence artificielle dans la santé et à l'Éthique en chirurgie.  

### Prix et distinctions
Rogers est nommé l'une des 10 personnes importantes de Nature en 2019 pour avoir révélé les problèmes éthiques des études chinoises sur la transplantation d'organes. Nature cite son rapport dans BMJ Open, qui analyse 445 études chinoises décrivant plus de 85 000 transplantations individuelles. Il est constaté que 99 % du temps, les articles ne prouvent pas de manière adéquate le consentement à la procédure de transplantation. En 2019, elle reçoit le prix d'éthique du Conseil national de la santé et de la recherche médicale (NHMRC) et est nommée leader national de la recherche dans le domaine de la Bioéthique par le journal The Australian. Elle est élue membre de l'Académie Australienne des Sciences Humaines (en)en 2021.